# Mohammed Mahroufi
Mohammed Mahroufi (in arabo محمد محروفي‎?; 1947) è un ex calciatore marocchino, di ruolo centrocampista.

## Carriera
Partecipò con la nazionale del Marocco  al mondiale 1970, giocò inoltre per il Difaâ d'El Jadida.